# 朱忠盛
朱忠盛（1958年—）香港人，出生于广东茂名，中国猛犸牙雕雕刻艺术家。首位在北京人民大会堂举办展出的猛犸牙雕雕刻艺术家。

## 社会活动
2010年，作品《千尊颂盛世》获中国2010上海世界博览会《中华艺术•国家大师珍品荟展》邀请展出。
2012年，在北京人民大会堂举办个人特展。
2013年10月，朱忠盛接受中央电视台国际频道CCTV4《走遍中国》的专访。
2013年10月，香港无线电视台（TVB）《港生活，港享受》对朱忠盛进行专访。
2013年11月，朱忠盛受到“全国政协教科文卫体委员会办公室”的邀请，在香港会议展览中心举办个人特展，主题作品《迎聚千秋》。
2013年12月，凤凰电视台《港人，自讲》栏目对朱忠盛进行专访。
2014年6月，日本电视台BS-TBS《世界一周魅惑の铁道纪行》对朱忠盛进行专访。
2014年9月，朱忠盛荣获由香港电讯盈科（PCCW）主办单位颁发的《港人港情品牌大奖2014-2015》之《最佳雕刻艺术创作品牌大奖》。
2015年1月，香港无线电视翡翠台节目《香港本色》对朱忠盛进行采访。
2015年10月，朱忠盛为上海交通大学安泰经济与管理学院捐献了一件猛犸牙雕艺术品-迎聚安泰。并应邀在上海交通大学作题为‘时代的嬗变：从技术到艺术’的演讲。
2016年7月，朱忠盛被邀参与加拿大电影纪录片《人类的时代》的采访拍摄。

2016年8月，朱忠盛接受中国新华电视台的采访，主题名为《香港传真》

2018年10月，朱忠盛先生接受新华网的采访。

2023年7月香港无线电视台TVB 明珠台节目《至尚生活》对朱先生进行个人采访

2023年10月1日，中国牙雕艺术馆·信宜开馆，展馆集中展示了信宜籍国际著名猛犸牙雕艺术大师朱忠盛先生600多件精美的艺术作品。

2023年10月15日，首个以猛犸牙雕为主题的艺术馆在广东茂名信宜市已经正式面向观众开放，展馆集中展示了朱忠盛大师600多件精美的艺术作品。

## 个人荣誉
2009：作品《叠罗汉》荣获《第十届中国工艺美术大师作品暨国际艺术精品博览会“2009天工艺苑•百花杯”中国工艺美术精品奖》金奖
2011：作品《蛙鸣同乐》荣获《第十二届中国工艺美术大师作品暨国际艺术精品博览会“2011天工艺苑•百花杯”中国工艺美术精品奖》金奖
2012：作品《同庆》荣获2012中国(青岛)工艺美术博览会“金凤凰青岛赛区”创新产品设计大奖赛金奖
2013：作品《和谐同欢》荣获《第十三届中国工艺美术大师作品暨国际艺术精品博览会“2012儒仕儒家•百花杯”中国工艺美术精品奖》金奖
作品《娃鸣同乐》荣获2013中国工艺美术博览会“金凤凰”创新产品设计大奖赛金奖
作品《悠然自得》荣获第四十八届全国工艺品交易会“金凤凰”创新产品设计大奖赛金奖
2016：作品 《心中有佛》 荣获《第八届中国上海玉龙奖》金奖

2017：作品 《迎聚安泰》 荣获 《第九届中国上海玉龙奖》 金奖

2017年5月：作品 《中国福》 荣获 《第十三届中国（深圳）国际文化产业博览交易会「中国工艺美术文化创意奖」》 特别金奖。

2017：作品《老子闯关》荣获《第十六届中国工艺美术大师暨国际艺术精品博览会 2015“百花杯”中国工艺美术精品奖》金奖
2019 年8月30日和2020年9月9日，获得国家一级博物馆- 广东省博物馆两度向朱先生有偿征集其猛犸牙雕艺术作品，资料也刊登于官网采购公告的红头文件上。

2020年：作品中国福被广东版权局评选为2020 年广东省最具价值版权作品

作品《心中有佛》荣获《第八届中国上海玉龙奖》金奖
作品《迎聚安泰》荣获《第九届中国上海玉龙奖》金奖
作品《中国福》荣获《第十三届》中国（深圳）国际文化产业博览交易会【中国工艺美术文化创意奖】特别金奖